# Режик
Ре́жик (рос. Режик) — селище у складі Білоярського міського округу Свердловської області.
Населення — 269 осіб (2010, 289 у 2002).
Національний склад станом на 2002 рік: росіяни — 87 %.